# Ferrari World
Ferrari World — тематический парк Ferrari, расположенный на острове Яс в Абу-Даби. Парк размещается под крышей площадью 200 000 м² и является самым большим в мире тематическим парком, расположенным в помещении. Ferrari World официально был открыт 4 ноября 2010 года. В этом парке также находится самая быстрая в мире пневматическая американская горка — Formula Rossa.

## История

Строительство парка Ferrari World

В конце 2005 было сообщено, что Ferrari и Aldar Properties подписали соглашение о строительстве в Абу-Даби первого в мире парка развлечений посвящённого Феррари. Предполагалось, что парк будет открыт в 2008 году. однако,
из-за задержек открытие было отложено до 2010 года. Возведение началось в ноябре 2008 года, и через два года было закончено. В середине 2010 было объявлено об открытии Ferrari World в октябре 2010 г. Это открытие было отложено на неделю. Ferrari World официально был открыт 4 ноября 2010 г.

## Обзор
Символическая крыша Ferrari World была разработана архитекторами компании Benoy. Она была спроектирована на основе профиля Ferrari GT. Фирма Ramboll обеспечивала проектирование сооружения, комплексное планирование и городской дизайн, инженерную геологию и проектирование фасада здания. Общая площадь крыши составляет 200 000 м² с периметром в 2 200 м. Площадь парка составляет 86 000 м², что делает этот парк самым большим тематическим парком в мире.
Крышу здания украшает логотип Феррари размером 65 м на 48,5 м — крупнейший логотип компании, когда-либо созданный. 12 370 тонн стали было использовано для поддержания крыши. В центре крыши находится стометровая застеклённая воронка. Структура была объявлена завершённой 29 октября 2009 года.

## Аттракционы
Jack Rouse Associates, дизайнерская фирма, расположенная в Цинциннати, ответственна за разработку большинства из 20 аттракционов в парке. 20 Июля 2010 Ferrari World сообщил о названиях всех аттракционов.
- Bell’Italia — это выставочный показывающий зоны отдыха знаменитых видов Италии, зданий и мест проведения состязаний в скорости. Гости могут выбрать Ferrari 250 California Spyder для поездки по аттракциону или прогуляться по 570-метровой дорожке.[9][13][14]
- Carousel — традиционная карусель из прототипов машин Феррари.[12][15]
- Cinema Maranello — кинотеатр демонстрирующий фильм, возвращающий зрителей в 1920-е годы.
- Flying Aces, уже претендующий на установление ряда рекордов. Аттракцион представляет собой первую американскую горку на основе биплана 1900-х годов с тройной, самой высокой в мире петлей и самым крутым начальным спуском. Flying Aces передает подлинные движения самолёта, предлагая полет с фигурами высшего пилотажа, игнорирующими гравитацию, например, 52-метровую петлю из неперевернутого положения. Скорость биплана при прохождении 1,5-километровой трассы достигает 120 км/ч. Новая горка, в соответствии с концепцией тематического парка, продолжает рассказывать о легендарном автопроизводителе с помощью своих уникальных конструкций. Flying Aces останавливается на истории легендарного логотипа с гарцующей лошадью, перенятого Энцо Феррари у итальянского лётчика Франческо Баракка.
- Driving with Champions — интерактивное 3D шоу, показывающее жизнь инженеров Феррари.[12]
- Fiorano GT Challenge (Fiorano GT Challenge (англ.)) — двойная американская горка[англ.] катапультного запуска[англ.] производства Maurer Söhne (англ.)[16][17][18][19]

- Formula Rossa — это пневматическая американская горка[англ.] произведенная швейцарской фирмой Intamin, занимающейся дизайном американских горок. В настоящий момент времени Formula Rossa является самой быстрой американской горкой в мире, достигающей скорости 240 км/ч приблизительно за 4.9 сек.[1][3][9][13][14][19][20][21][22].
- Galleria Ferrari — крупнейшая в мире галерея машин Феррари за пределами Маранелло.
- G-Force — аттракцион типа spaceshot (англ.), который поднимает на 62 метра.[9][13][21]
- Junior Grand Prix — гоночная школа для начинающих водителей Scuderia, которые могут управлять детского размера Ferrari F1, имени Создателя[9][12]
- Junior GT — детская школа вождения. Гости получают обучающий урок, перед тем как запрыгнуть за руль F430 GT Spider детского размера и прокатиться по целой сети улочек.[9][12][23]
- Junior Training Camp — мягкая игровая площадка, где дети могут передвигать миниатюрные радиоуправляемые Феррари и поиграть с пенопластовыми машинами F1[12].
- Made in Maranello — виртуальный тур по заводу Феррари в Маранелло, позволяющий гостям получить представление о дизайне, сборке и тестировании Ferrari GT[12].
- Paddock — реалистичное воссоздание подготовки команды Феррари на трассах Европы[12].
- The Pit Wall — интерактивный театр, позволяющий гостям командовать водителем во время гонки[12].
- Racing Legends — представление о значительных моментах в гоночной истории Феррари[12].
- Scuderia Challenge — ряд современных гоночных симуляторов, отличающихся продлёнными рулевыми колёсами и сиденьями Ferrari F1.[7][9][12]
- Speed of Magic — 4-D представление о приключениях мальчика сквозь череду событий[9][19].
- V12 — поездка по искусственному водному каналу внутри двигателя Ferrari 599 GTB Fiorano[9][13][14][19][24].
- Viaggio in Italia — воссоздание воздушного путешествия над Италией[12].
- Zipline — весной 2020 года будут открыты 7 новых аттракционов: в частности, 400-метровый зиплайн, который будет соединен с 600-метровым мостом, ведущим на крышу.[25]

## Посещение магазинов и закусочных
Гости могут приобрести фирменные товары в многочисленных торговых точках внутри парка, включая крупнейший в мире магазин Феррари и бутик Феррари, способный сделать персональные сувениры. Еда и напитки, представленные в ресторанах парка, позволят вам почувствовать истинный итальянский вкус.
На территории парка 4 ресторана, где подают блюда итальянской, арабской, индийской, испанской и американской кухонь. Один из них ресторан Il Podio с атмосферой столовой на фабрике Ferrari.

## Как добраться
Вариантов добраться до парка несколько.
1. На машине — у парка огромное количество парковочных мест.
2. На городском автобусе — маршруты 170, 180, 190, 195. Интервал движения зависит от времени суток — от 15 минут до 1 часа. Непосредственно у входа в парк остановки нет, от ближайшей остановки до входа в парк надо будет дойти пешком через торговый комплекс — 5-10 минут, в зависимости от Вашего темпа и отвлекаемости на магазинные витрины.
3. В рамках «пакетного тура» — если Вы покупаете такой в агентстве или отеле.

## Галерея

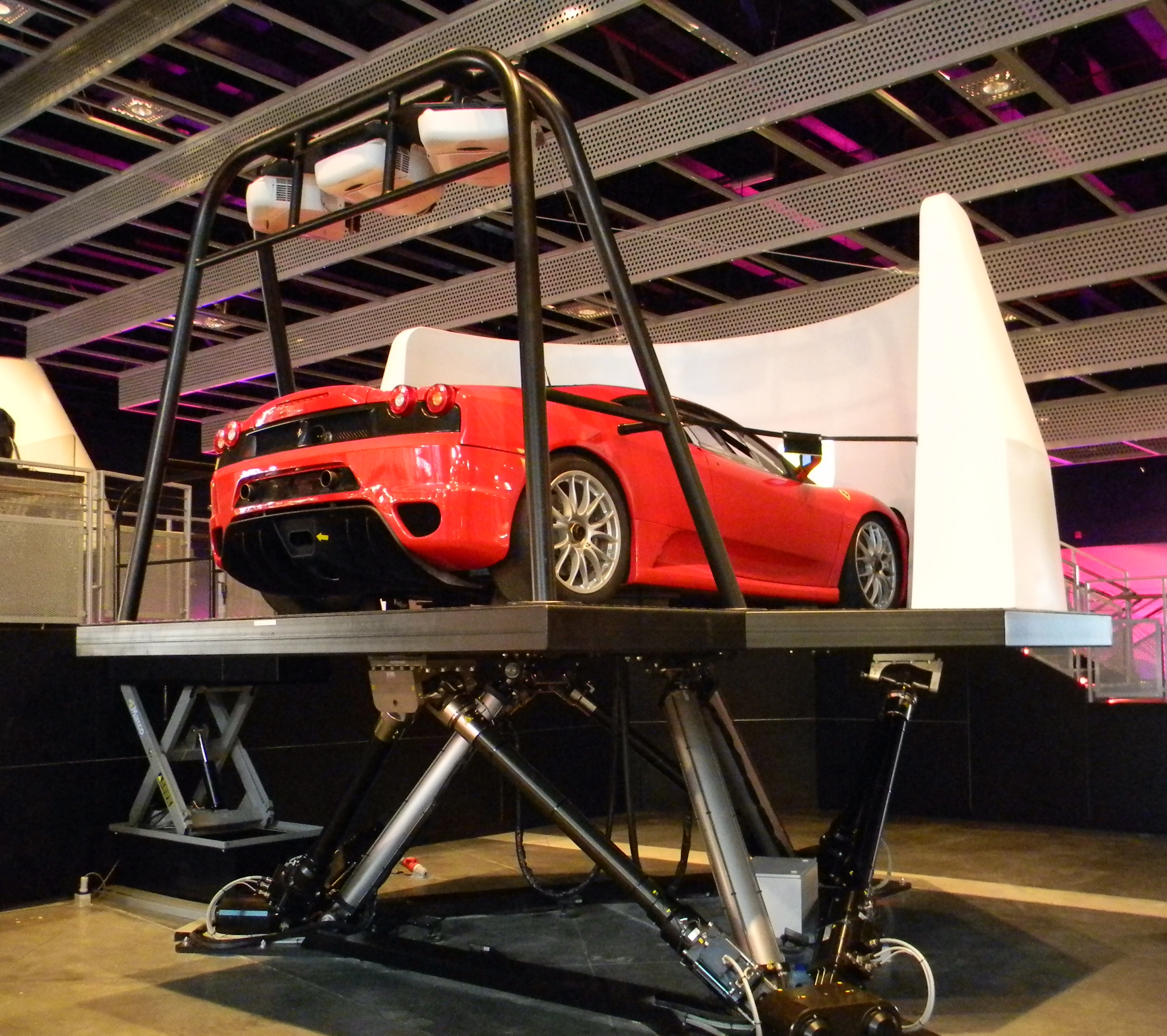
Аттракцион Scuderia Challenge
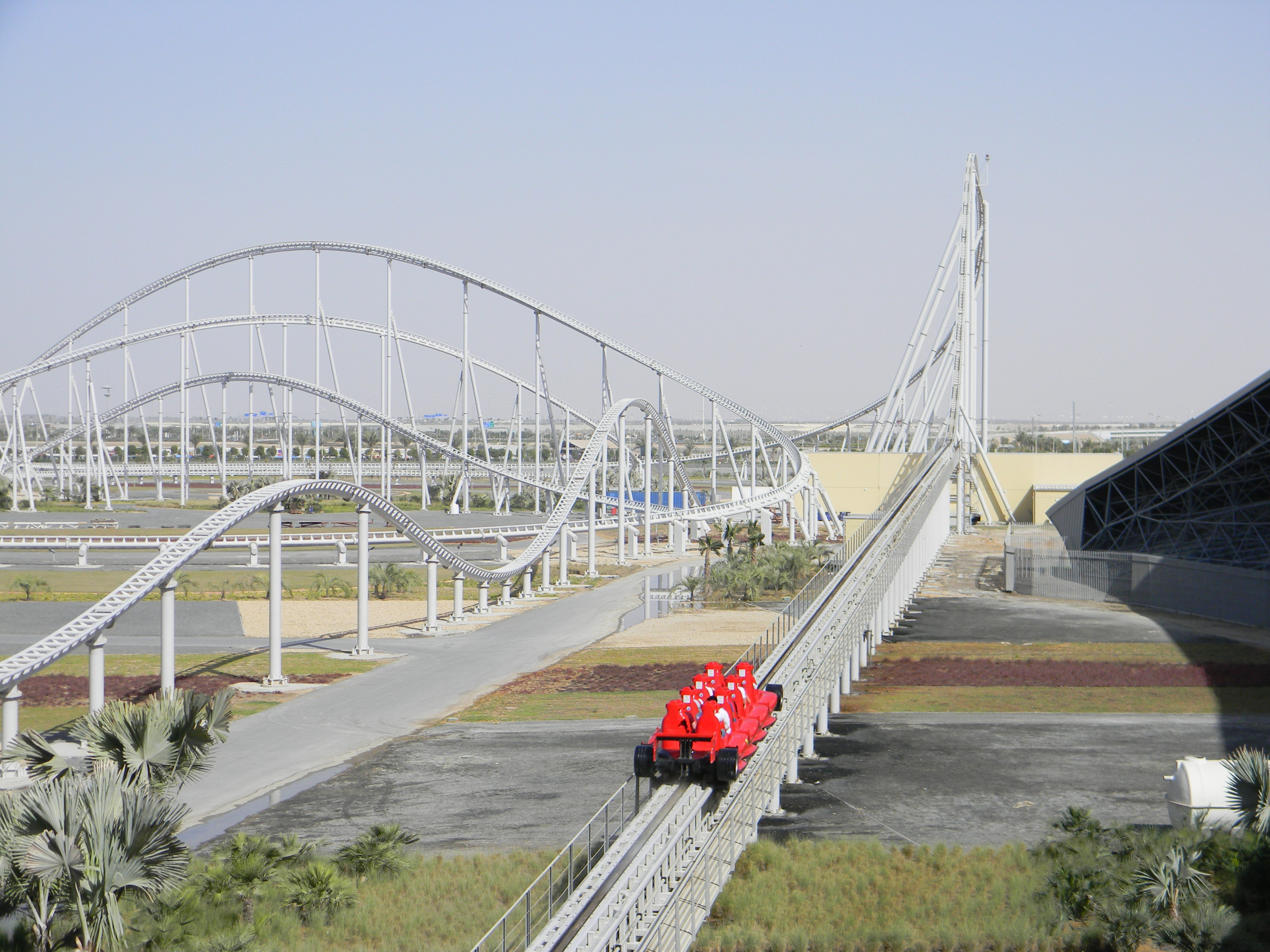
Аттракцион Formula Rossa
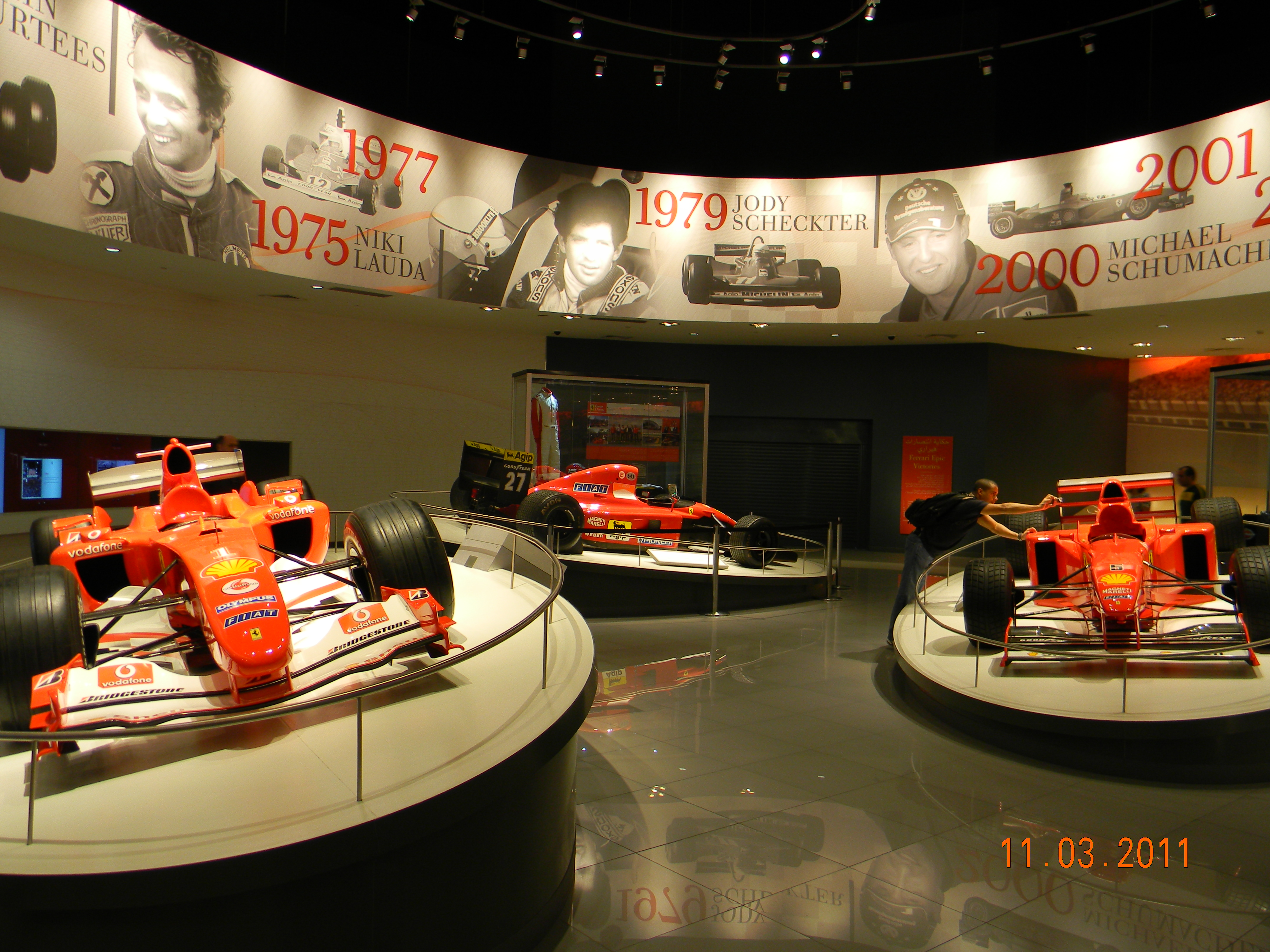
Galleria Ferrari
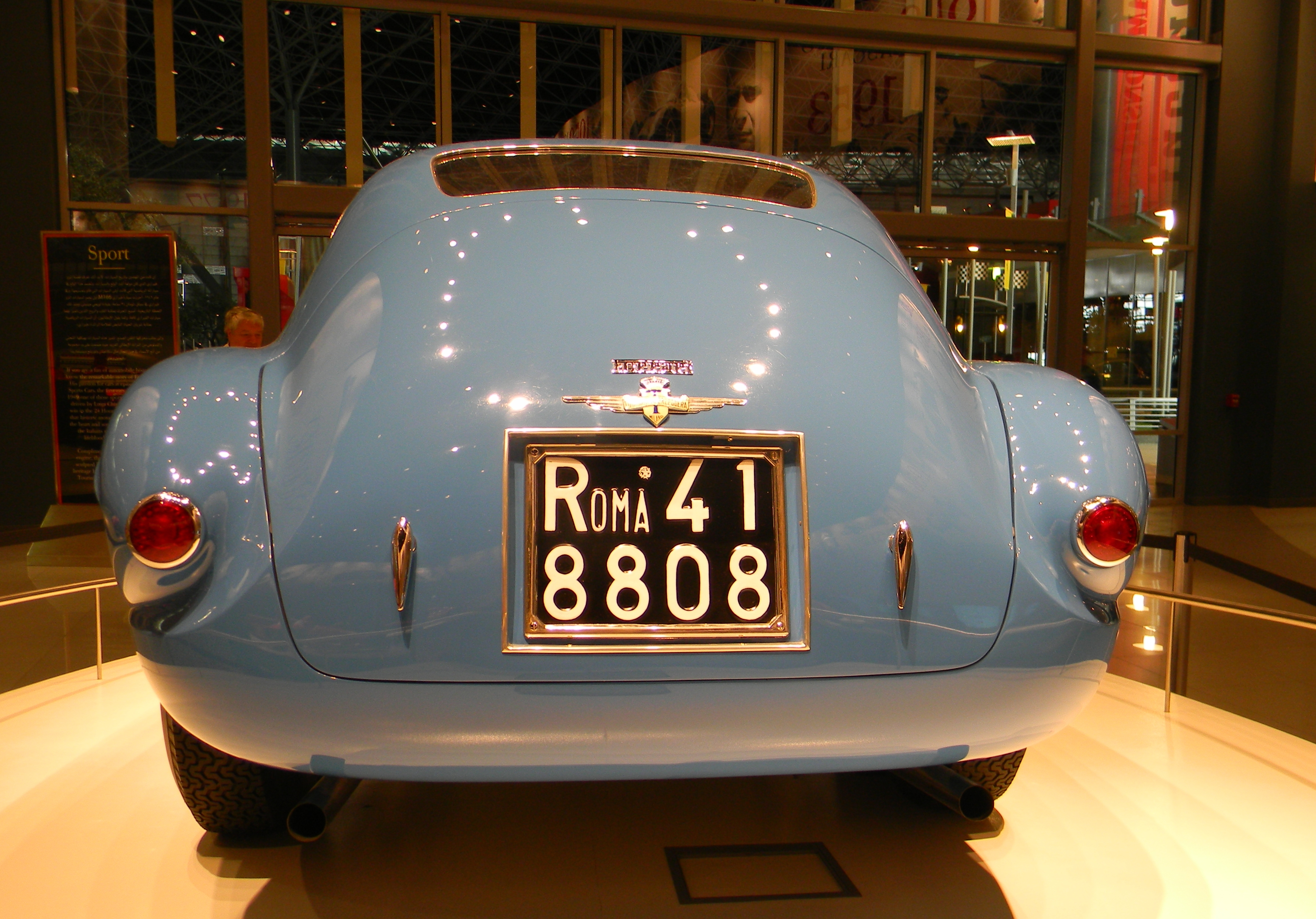
Galleria Ferrari